# Акулинка (река, впадает в Верх-Нейвинский пруд)
Акули́нка — малая река на Среднем Урале. Протекает в Новоуральске и Верх-Нейвинском, в Горнозаводском округе Свердловской области России. Впадает в Верх-Нейвинский пруд.

## География
В настоящее время маленькая речка Акулинка спрятана от глаз людей. Протекая по трубам, она обозрима лишь в нижнем течении.
Исток Акулинки находится на северном склоне Трубной горы, в Привокзальном районе города Новоуральска. Сейчас данная местность застроена зданиями больничного городка и многоэтажными жилыми домами по улице Гастелло.
Река протекает по трубам, спускаясь вниз с горы, под Привокзальным районом и железнодорожной станцией Верх-Нейвинск. Направление течения северо-восточное. Со стороны Верх-Нейвинска река вытекает из-под площадки, прилегающей к железнодорожному вокзалу. Через несколько метров русло Акулинки вновь попадает в трубу, и река протекает под железнодорожным полотном, а также прилегающими к нему пассажирскими платформами.
Акулинка впадает в Верх-Нейвинский пруд по северо-западному берегу, в сильно заболоченную часть водоёма. Эта часть Верх-Нейвинского пруда отгорожена длинной дамбой. В полукилометре севернее устья Акулинки в данную часть пруда впадает другая река — Бунарка.

## История
Своё название река Акулинка получила в 1940-х годах от местных жителей и строителей будущего города Новоуральска. В середине XX века на месте нынешнего Привокзального района располагались Первый и Второй Финские посёлки. Река протекала по улицам Мичурина и Ключевой, мимо жилых домов и через огороды.
В 1970-х — 1980-х застраивался современный Привокзальный район: на месте сельских домов выросли многоэтажки, был построен торговый центр «Меркурий». Исчезла Ключевая улица, а река Акулинка была заключена в трубу.
Ранее в городе существовала ещё одна река Акулинка. Автор книги «Новоуральск. Годы и судьбы. 1941—1945» Ю. П. Анурьев упоминает: «Второе большое болото было на месте теперешней Театральной площади. Его образовывала речка Акулинка. Сейчас она взята в трубы, болото осушено».